# Najif ibn Abd Allah

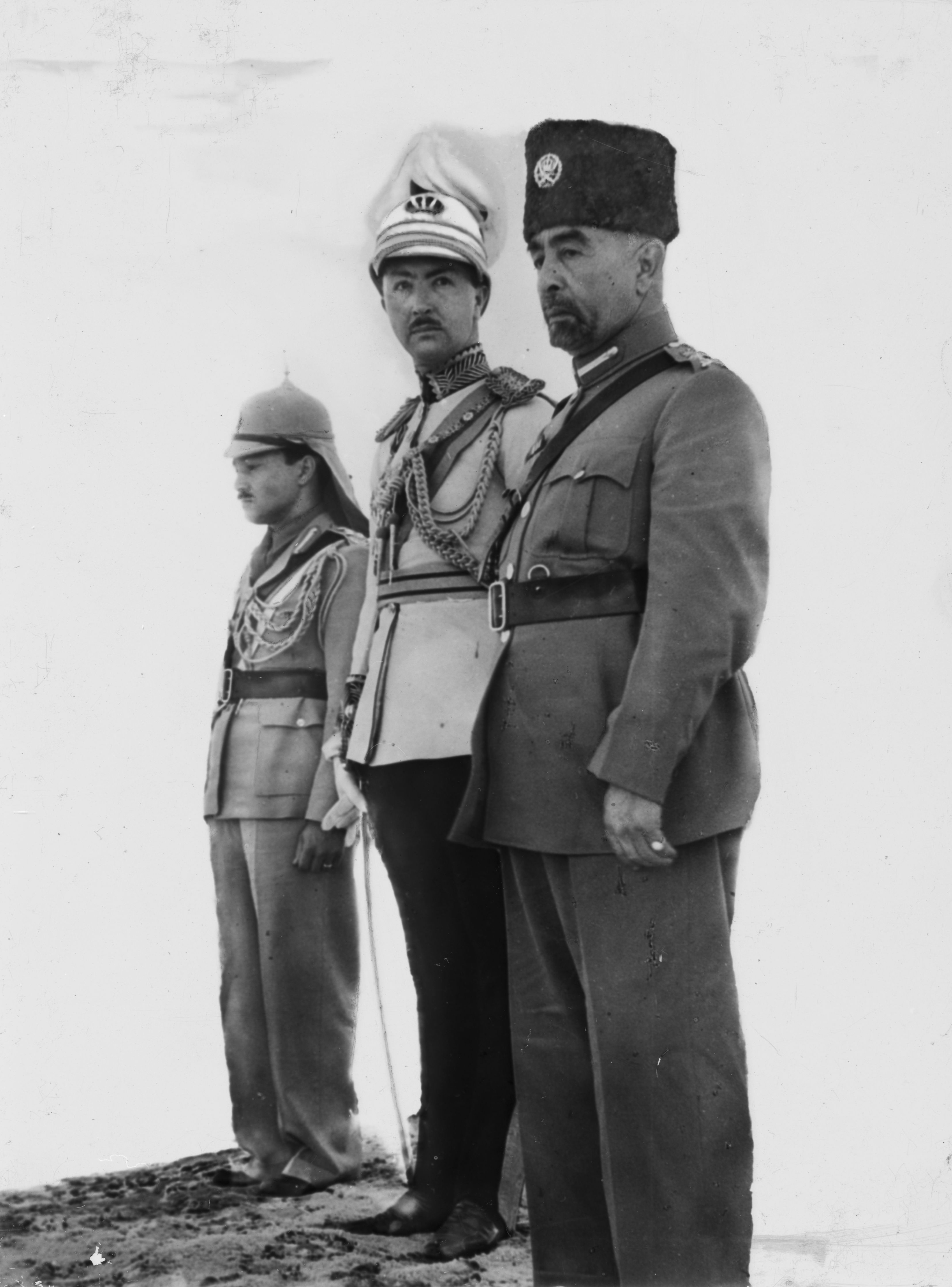
Najif z ojcem i Abd al-Ilahem, regentem Iraku (trzeci z prawej)

Najif ibn Abd Allah (ur. 14 listopada 1914 w At-Ta’if, zm. 12 października 1983 w Ammanie) – jordański książę z dynastii Haszymitów.

## Życiorys
Był młodszym synem emira Transjordanii, a następnie króla Jordanii Abd Allaha i jego drugiej żony Suzdil. Uczył się w Victoria College w Kairze, następnie w Arab College w Jerozolimie. W wieku dwunastu lat został honorowo mianowany porucznikiem transjordańskich Sił Granicznych, następnie posiadał stopień pułkownika Sił Zbrojnych Jordanii.
Po zamordowaniu Abd Allaha w lipcu 1951 Najif został regentem Jordanii, rządzącym w imieniu starszego brata, pozostającego na leczeniu psychiatrycznym w Szwajcarii Talala. O sukcesji zdecydowała rada rodowa Haszymitów pod przewodnictwem regenta Iraku Abd al-Ilaha, z udziałem czołowych jordańskich polityków: Taufika Abu al-Hudy i Samira ar-Rifa’ia. Rozważała ona kandydaturę Najifa do tronu, ostatecznie jednak postanowiła, że Talal wróci do Ammanu i zostanie koronowany na króla, jednak abdykuje, gdy tylko jego syn Husajn ukończy edukację w Wielkiej Brytanii. Najif usiłował przekonać czołowych polityków jordańskich do niedopuszczania Talala do tronu z powodu choroby psychicznej, na którą ten cierpiał od ponad dziesięciu lat. Gdy te starania zawiodły, rozważał przeprowadzenie zamachu stanu. Zrezygnował jednak, gdy powracający ze Szwajcarii brat został entuzjastycznie przyjęty przez społeczeństwo. 6 września 1951 Talal został koronowany na króla Jordanii. Aspiracje Najifa spotkały się z chłodnym przyjęciem czołowych polityków jordańskich, gdyż był on wśród nich niepopularny, podejrzewano go o zajmowanie się przemytem. Po powrocie Talala do Jordanii Najif został zmuszony do opuszczenia kraju. Nie odegrał już większej roli w krajowej polityce.
Został pochowany w mauzoleum Haszymitów w pałacu Raghdan w Ammanie.

## Rodzina
Żonaty z turecką księżniczką Mihrimah. Mieli dwóch synów:
- księcia Alego (ur. 1941);
- księcia Asima Abu Bakra (ur. 1948)[1].